# Братченко Іван Іович
Іван Іович Братченко (1914, селище Комишуваха, тепер Запорізького району Запорізької області — 1 лютого 1996, місто Київ) — український радянський політичний діяч, міністр автомобільного транспорту і шосейних доріг УРСР. Депутат Верховної Ради УРСР 6—7-го скликань. Кандидат у члени ЦК КПУ в 1961—1971 роках.

## Біографія

Могила Івана Братченка, Байкове кладовище

Освіта вища.
У грудні 1938 — лютому 1941 року — служба у Червоній армії.
З червня 1941 року — у Червоній армії, учасник радянсько-німецької війни. Служив начальником планово-виробничого відділу 1-го рухомого танко-агрегатно-ремонтного заводу Бронетанкових і Механізованих військ 2-го Прибалтійського фронту.
Член ВКП(б) з 1944 року.
Потім — на господарській роботі. Працював керівником автомобільного управління комбінату «Артемвугілля» Сталінської області.
29 травня 1961 — 26 листопада 1968 року — міністр автомобільного транспорту і шосейних доріг Української РСР.
26 листопада 1968 — 1 квітня 1970 року — міністр автомобільного транспорту Української РСР.
Потім — на пенсії. Помер 1 лютого 1996 року. Похований разом з дружиною на Байковому кладовищі (ділянка № 49а, 50°24′59.45″ пн. ш. 30°30′5.17″ сх. д. / 50.4165139° пн. ш. 30.5014361° сх. д.).

## Звання
- інженер-капітан

## Нагороди
- орден Вітчизняної війни 2-го ст. (11.03.1985)
- орден Червоної Зірки (29.07.1944)
- медалі
- Почесна грамота Президії Верховної Ради Української РСР  (1964)